# Mother Mother
I Mother Mother sono un gruppo musicale indie rock canadese originario di Vancouver.

## Storia
Il gruppo si è formato a Vancouver nel gennaio 2005 per iniziativa del cantante e chitarrista Ryan Guldemond e della sorella Molly Guldemond. L'attività della band è incominciata assumendo il nome Mother, con cui è stato pubblicato un primo lavoro nel 2005 in maniera indipendente.
Nell'ottobre 2006 hanno firmato un contratto con la Last Gang Records. Il primo album col nome Touch Up è uscito il 27 febbraio 2007. Il secondo album in studio, O My Heart, è stato pubblicato il 16 settembre 2008.
Il terzo album Eureka è stato pubblicato nel 2011 ed ha riscosso un successo commerciale raggiungendo la posizione numero 8 della Billboard Canadian Albums.
Nel settembre 2012 è uscito The Sticks, il quarto album della band. Il quinto album, Very Good Bad Thing, è stato pubblicato il 4 novembre 2014 per Island Records/Universal Canada. Il sesto album, No Culture, è uscito il 10 febbraio 2017, e il settimo,  Dance and Cry, è uscito nel 2018. Inside, è uscito il 25 giugno 2021. L'ultimo album, Grief Chapter, è uscito il 16 febbraio 2024.

## Formazione

### Formazione attuale
- Ryan Guldemond – voce, chitarra (2005-presente)
- Molly Guldemond – seconda voce, tastiere (2005-presente)
- Ali Siadat – batteria (2008-presente)
- Mike Young – basso (2016-presente)
- Jasmin Parkin – seconda voce, tastiere (2009-presente)

### Ex componenti
- Jeremy Page – basso (2006-2016)
- Kenton Loewen – batteria (2006-2008)
- Debra-Jean Creelman – seconda voce, tastiere (2005-2009)

## Discografia
- 2007 – Touch Up
- 2008 – O My Heart
- 2011 – Eureka
- 2012 – The Sticks
- 2014 – Very Good Bad Thing
- 2017 – No Culture
- 2018 – Dance And Cry
- 2021 – Inside
- 2024 – Grief Chapter
- 2024 – DEMMOS
- 2025 –  Nostalgia